# Aeroportul Gitega
Aeroportul Gitega (IATA: GID, ICAO: HBBE) este un aeroport din Burundi ce deservește zona Gitega. A fost numit după zona deservită.
Situat la o altitudine de 1.750 m, aeroportul dispune de o singură pistă.